# Ulrich von Hutten
Ulrich von Hutten (Burg Steckelberg, 21. travnja 1488. – Ufenau, 29. kolovoza 1523.), njemački humanist i pjesnik.
Bio je suradnik na djelu "Pisma mračnjaka" (Epistolae obscurorum virorum). Godine 1517. car Maksimilijan I. ga je okrunio pjesničkim lovor-vijencem. Njegova je politička koncepcija bila: ukloniti separatističke tendencije knezova i stvoriti jako, od pape nezavisno njemačko carstvo, koje svoju moć bazira na viteškom staležu. Kako bi realizirao te ideje, povezuje se s Lutherom i F. von Sickingenom. Kad je Sickingen 1523. godine u tijeku neuspjelog ratovanja protiv trierskog nadbiskupa poginuo, Hutten bježi Zwingliju u Švicarsku, gdje je i umro.